# イソシアネート

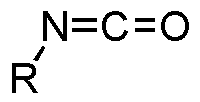
イソシアネートの一般構造式

イソシアネート（英: isocyanate）とは −N=C=O という部分構造を持つ化合物のこと。イソシアナート、イソシアン酸エステル（イソシアンさんエステル）などとも呼ぶ。非常に反応性に富むため、湿気を避けて冷蔵保存する。ポリウレタンの材料になるため工業的にも重要な化合物。
無機化学では、シアネートイオンの窒素に金属が配位した塩 M(N=C=O)n をイソシアネート、イソシアン酸塩と呼ぶことがある。
皮膚や眼に加えて呼吸器に有害性があり、急性では気動刺激による咳および呼吸困難、慢性では喘息および肺機能低下が挙げられる。

## 合成
工業的には一級アミンとホスゲンの反応によって合成される。実験室レベルではトリホスゲンを用いるのが簡便である。また酸アジドのクルチウス転位、ヒドロキサム酸のロッセン転位によっても合成される。

## 反応
イソシアネートの炭素は電子不足となっているため、そこへさまざまな求核剤が容易に付加する。
加水分解でアミンを、アルコールとの反応でウレタン結合を、アミンとの反応で尿素誘導体をそれぞれ生成する。ジイソシアネートとジオールの反応では重要な高分子のポリウレタンを生じる。

## 主なイソシアネート
- イソシアン酸メチル（MIC）
- ジフェニルメタンジイソシアネート（MDI）
- ヘキサメチレンジイソシアネート（HDI）
- トルエンジイソシアネート（TDI）
- イソホロンジイソシアネート（IPDI）